# Буков Врх (Горења Вас–Пољане)
Буков Врх (словен. Bukov Vrh) је насељено место у општини Горења вас–Пољане, Горењска регија, Словенија.

## Историја
До територијалне реорганизације у Словенији био је у саставу старе општине Шкофја Лока.

## Становништво
У попису становништва из 2011. године, Буков Врх је имао 99 становника.
| Број становника према пописима | Број становника према пописима | Број становника према пописима |
| ------------------------------ | ------------------------------ | ------------------------------ |
| 1991                           | 2002                           | 2011                           |
| 125                            | 100                            | 99                             |

Напомена: Године 1997. умањено за део насеља који је припојен насељу Високо при Пољанах (Шкофја Лока), и за део насеља који је проглашен за ново самостално насеље Буков Врх над Високим (Шкофја Лока).

## Галерија
- засеок Дрновшек
- Дрновшков млин
- фарма Косманчар
- засеок Ровтар
- фарма